# Parafia Nawiedzenia Najświętszej Maryi Panny w Koniecznie
Parafia Nawiedzenia Najświętszej Maryi Panny w Koniecznie – parafia rzymskokatolicka, znajdująca się w diecezji kieleckiej, w dekanacie włoszczowskim.